# Kakerbeck (Kalbe)
Kakerbeck ist ein Ortsteil der gleichnamigen Ortschaft der Stadt Kalbe (Milde) im Altmarkkreis Salzwedel in Sachsen-Anhalt.

## Geographie

### Lage
Kakerbeck, ein Straßendorf mit einer Kirche, liegt am Fluss Bäke etwa 10 km westlich der Stadt Kalbe (Milde) in der Altmark.
Nachbarorte sind Neuendorf im Westen, Cheinitz im Nordwesten, Zethlingen im Norden, Wustrewe im Nordosten, Winkelstedt im Osten, Faulenhorst und Wernstedt im Südosten, sowie Jemmeritz und Alt Jemmeritz im Südwesten.

### Ortschaftsgliederung
Die Ortschaft Kakerbeck besteht aus drei Ortsteilen mit Wohnplätzen:
- Kakerbeck mit „Neue Mühle“
- Brüchau mit „Ziegelei Brüchau“
- Jemmeritz mit Alt Jemmeritz

## Geschichte

### Mittelalter bis Neuzeit
Die erste Erwähnung des Dorfes im Jahre 1394 als Dat dorp to Kokerbeke ist in einer Urkunde zu finden, in der angegeben wird, dass Albert von Alvensleben und Heinrich von Eikendorp wegen ihrer Gefangenschaft den Herzögen Bernhard und Heinrich von Braunschweig und Lüneburg einige Dörfer verkauften und überließen. Kakerbeck kam 1692 zum Herzogtum Lüneburg. Im 19. Jahrhundert wechselte die Herrschaft mehrfach: 1807–1808 Königreich Westphalen, Elbdepartement, 1808–1810 Kurfürstentum Braunschweig–Lüneburg, 1810–1813 Königreich Westphalen, 1813–1815 Kurfürstentum Braunschweig-Lüneburg bzw. Königreich Hannover. Erst 1816 wurde Kakerbeck endgültig preußisch.
Nach anderen Quellen gehörte Kakerbeck bis 1391 zur Altmark und kam anschließend zum Herzogtum Lüneburg und wurde bereits 1815 preußisch.

### Eingemeindungen
Das Dorf gehörte bis 1807 zum braunschweig-lüneburgischen Amt Klötze und anschließend bis 1808 zum Kanton Klötze im Königreich Westphalen, danach bis 1810 zum Amt Klötze im Kurfürstentum Braunschweig-Lüneburg und anschließend bis 1813 zum Kanton Zichtau im Königreich Westphalen. Von 1813 bis 1815 kam es zurück zu Braunschweig-Lüneburg beziehungsweise zum Königreich Hannover. Erst 1816 kam Kakerbeck zum preußischen Kreis Gardelegen dem späteren Landkreis Gardelegen im Regierungsbezirk Magdeburg.
Am 25. Juli 1952 wurde Kakerbeck in den Kreis Kalbe (Milde) umgegliedert, am 1. Januar 1988 kam es zum Kreis Gardelegen. Bereits am 21. Dezember 1973 war Winkelstedt in die Gemeinde Kakerbeck eingemeindet worden. Am 1. Juli 1984 wurde die Gemeinde Winkelstedt aber wieder errichtet durch die Ausgliederung des Ortsteils aus der Gemeinde Kakerbeck. Am 1. Juli 1994 kam Kakerbeck zum neu errichteten Altmarkkreis Salzwedel.
Bis Ende 2009 bildete Kakerbeck mit den Ortsteilen Brüchau (am 21. Dezember 1973 eingemeindet) und Jemmeritz (am 1. August 1973 eingemeindet) sowie den Wohnplätzen Altjemmeritz und Ziegelei Brüchau eine eigenständige Gemeinde, die Mitglied der Verwaltungsgemeinschaft Arendsee-Kalbe war.
Durch eine Gebietsänderungsvereinbarung beschlossen die Gemeinderäte der Gemeinden Stadt Kalbe (Milde) (am 25. Juni 2009), Brunau (am 12. Mai 2009), Engersen (am 2. Juni 2009), Jeetze (am 3. Juni 2009), Kakerbeck (am 25. Juni 2009), Packebusch (am 4. Juni 2009) und Vienau (am 14. Mai 2009), dass ihre Gemeinden aufgelöst und zu einer neuen Stadt Kalbe (Milde) vereinigt werden. Dieser Vertrag wurde vom Landkreis als unterer Kommunalaufsichtsbehörde genehmigt und trat am 1. Januar 2010 in Kraft.
Nach Umsetzung der Vereinigungsvereinbarung der bisher selbstständigen Gemeinde Kakerbeck wurden Kakerbeck, Brüchau und Jemmeritz Ortsteile der neuen Stadt Kalbe (Milde). Für die eingeflossene Gemeinde wurde die Ortschaftsverfassung nach den §§ 86 ff. Gemeindeordnung Sachsen-Anhalt eingeführt. Die aufgenommene Gemeinde Kakerbeck und künftigen Ortsteile Kakerbeck, Brüchau und Jemmeritz wurden zur Ortschaft der neuen Stadt Kalbe (Milde). In der eingeflossenen Gemeinde und nunmehrigen Ortschaft Kakerbeck wurde ein Ortschaftsrat mit sieben Mitgliedern einschließlich Ortsbürgermeister gebildet.

### Einwohnerentwicklung
| Jahr | Einwohner |
| ---- | --------- |
| 1755 | 275       |
| 1801 | 236       |
| 1818 | 231       |
| 1840 | 363       |
| 1864 | 559       |
| 1871 | 533       |
| 1885 | 560       |
| 1892 | [00]571   |

| Jahr | Einwohner |
| ---- | --------- |
| 1895 | 0612      |
| 1900 | [00]0576  |
| 1905 | 0641      |
| 1910 | [00]0694  |
| 1925 | 0724      |
| 1939 | 0682      |
| 1946 | 1051      |
| 1964 | 0756      |

| Jahr | Einwohner |
| ---- | --------- |
| 1971 | 0774      |
| 1981 | 1364      |
| 1993 | 1068      |
| 2006 | 0921      |
| 2008 | 0892      |
| 2015 | 0579      |
| 2016 | 0575      |
| 2017 | 0569      |

| Jahr | Einwohner |
| ---- | --------- |
| 2018 | 564       |
| 2020 | [00]554   |
| 2021 | [00]559   |
| 2022 | [0]563    |
| 2023 | [0]559    |

Quelle wenn nicht angegeben, bis 2006, 2015 bis 2018

## Religion
Die evangelische Kirchengemeinde Kakerbeck gehört zum Pfarrbereich Kalbe-Kakerbeck des Kirchenkreises Salzwedel im Bischofssprengel Magdeburg der Evangelischen Kirche in Mitteldeutschland.
Im Jahre 1903 gehörten zur Pfarrei Kakerbeck neben der Kirchengemeinde im Dorf Kakerbeck das Dorf und Rittergut Jemmeritz, die Kirchengemeinde Winkelstedt und Kirchengemeinde Wustrewe. Patron in der Mutterkirche Kakerbeck war der König, in den übrigen Kirchengemeinden der Rittergutsbesitzer Amtsrath Roth auf Weteritz.

## Politik

### Ortsbürgermeister
Ulf Kamith ist Ortsbürgermeister der Ortschaft Kakerbeck. Er war auch der letzte Bürgermeister der Gemeinde Kakerbeck.

### Ortschaftsrat
Bei der Ortschaftsratswahl am 26. Mai 2019 stellten sich zur Wahl: die Wählergemeinschaft Feuerwehr Kakerbeck, eine Einzelkandidatin, ein Einzelkandidat und je ein Kandidat für die CDU und für Die Linke. Beide Einzelkandidaten errangen einen Sitz, die Wählergemeinschaft 4 Sitze und Die Linke einen Sitz. Gewählt wurden 6 Räte und 2 Rätinnen, aktiv sind 5 Räte und 2 Rätinnen.

### Wappen
| | Blasonierung: „In Silber eine eingebogene blaue Spitze, darin eine silberne Forelle, begleitet vorn von einem aufgerichteten zweiblättrigen blauen Eichenzweig mit einer Eichel, hinten von einem blauen Hufeisen mit den Stollen nach unten.“ |
| Wappenbegründung: Abgeleitet von einem selbst kreierten Vorentwurf, der heraldisch nicht korrekt und damit nicht genehmigungsfähig war, wurden vom Stifter die drei Wappenelemente vorgegeben. Die Forelle bezieht sich auf die langjährig betriebene Fischzucht im Ort, die aus mehreren Teichen an der „Alten Mühle“ die Region mit Fisch versorgte. Das Hufeisen verweist auf gleich mehrere (Huf-)Schmieden im Ort. Außerdem ist es ein Hinweis auf die intensive Pferdehaltung die für die landwirtschaftliche Arbeit herangezogen und auf Reiterhöfen genutzt wurden. Der Eichenzweig letztlich ist ein Bezug auf die natürliche Umgebung des Dorfes und symbolisiert ebenfalls die holzverarbeitende Industrie (Sägewerk). Das Wappen wurde vom Kommunalheraldiker Jörg Mantzsch aus Magdeburg gestaltet und am 20. Mai 2014 unter der Registratur 31 ST in die Deutsche Ortswappenrolle des HEROLD eingetragen und dokumentiert. Gestiftet wurde es vom Förderverein der Freiwilligen Feuerwehr Kakerbeck e. V., um es als Symbol der örtlich-lokalen Identität außerhalb von Amtshandlungen zu führen. | |

## Kultur und Sehenswürdigkeiten

### Bauwerke
- Die evangelische Dorfkirche Kakerbeck ist ein neoromanischer kreuzförmiger Bau aus dem 19. Jahrhundert.[20]
- In Kakerbeck steht eine Gedenksäule für die Kriege 1866 und 1870 sowie für die Gefallenen des Ersten und Zweiten Weltkrieges eine Stele auf vierstufigem Podest und ein Denkmal aus Feldsteinen mit Gedenktafel.[21]

### Sport
Der Ortsteil Jemmeritz gehört zu den Altmärkischen Wandernestern, die im Altmärkischen Wanderverein organisiert sind.

## Wirtschaft und Infrastruktur

### Öffentliche Einrichtungen
- Kindertagesstätte Zwergenland
- Sport- und Reithalle
- Dorfgemeinschaftshäuser Kakerbeck und Brüchau
- Bibliothek im Dorfhaus Kakerbeck

### Verkehr
Die Bundesstraße 71 von Gardelegen nach Salzwedel führt durch den Ort.

## Persönlichkeiten
Von 1973 bis 1978 war der evangelische Theologe und spätere Bischof Eduard Berger als Pfarrer in Kakerbeck tätig.